# Бойзоун
Бойзоун (на английски: Boyzone) е ирландска момчешка поп група.

## История
Основана е през 1993 г. Включва Кийт Дъфи, Стивън Гейтли, Майкъл Греъм, Ронан Кийтинг и Шейн Линч. Има 21 сингъла в топ 40 на британските класации и 22 сингъла в ирландските класации. Групата има шест сингъла номер 1 във Великобритания и девет номер 1 в Ирландия, с 12 от своите 24 сингъла във Великобритания са в Британския топ 2. Бойзоун са една от най-успешните банди в Ирландия и Обединеното кралство. Имат и пет номер 1 албума и 25 милиона продадени копия по света за 2013 г.
Групата се разпада през 2000 г., но през 2007 г. се завръща, първоначално с намерението за турнета. На 10 октомври 2009 г. Стивън Гейтли е застрелян, докато е на почивка в Майорка с партньора си Андрю Коулс и умира.
През 2012 г. Official Charts Company разкри най-големите продадени сингли в британската музикална история, като Бойзоун понастоящем е на 29-о място и втората най-успешна момчешка група във Великобритания зад Take That. Дотогава имат издадени още четири студийни албума и седем компилации. Въз основа на сертификатите по BPI групата е продала над 13 милиона записа само в Обединеното кралство. На 28 април 2018 г. е обявено, че групата ще се раздели след годишнината си. В края на годината се състои турне по случай 25-годишнината от основаването на групата, а на 16 ноември е пуснат нов сборен албум, след което групата се разпада окончателно.

## Дискография

### Студийни албуми
- Said and Done (1994)
- A Different Beat (1996)
- Where We Belong (1998)
- Brother (2010)
- BZ20 (2013)
- Dublin to Detroit (2014)
- Thank You & Goodnight (2018)

### Компилации
- By Request (1999)
- Ballads - The Love Song Collection (2003)
- Key to My Life: Collection (2006)
- Back Again...No Matter What (2008)
- B-Sides & Rarities (2008)
- Love Me for a Reason - The Collection (2014)

### Сингли
- Working My Way Back to You (1994)
- Love Me for a Reason (1994)
- Key to My Life (1995)
- So Good (1995)
- Father and Son (1995)
- Coming Home Now (1996)
- Words (1996)
- A Different Beat (1996)
- Isn't It a Wonder (1997)
- Mystical Experience (1997)
- Picture of You (1997)
- Baby Can I Hold You (1997)
- Te Garder Près De Moi (1997)
- All That I Need (1998)
- No Matter What (1998)
- All the Time in the World (1998)
- I Love the Way You Love Me (1998)
- When the Going Gets Tough (1999)
- You Needed Me (1999)
- Every Day I Love You (1999)
- Love You Anyway (2008)
- Better (2008)
- Gave It All Away (2010)
- Love Is a Hurricane (2010)
- Love Will Save the Day (2013)
- Because (2018)
- Love (2018)
- Tongue Tied (2018)

## Турнета
- Said and Done Tour (1995)
- A Different Beat Tour (1997)
- Where We Belong Tour (1998)
- Greatest Hits Tour (1999-2000)
- Back Again... No Matter What/Better Tour (2008-2009)
- Brother Tour (2011)
- BZ20 Tour (2013-2017)
- Thank You & Goodnight Tour (2018-2019)

|  | Тази страница частично или изцяло представлява превод на страницата Boyzone в Уикипедия на английски. Оригиналният текст, както и този превод, са защитени от Лиценза „Криейтив Комънс – Признание – Споделяне на споделеното“, а за съдържание, създадено преди юни 2009 година – от Лиценза за свободна документация на ГНУ. Прегледайте историята на редакциите на оригиналната страница, както и на преводната страница, за да видите списъка на съавторите. ВАЖНО: Този шаблон се отнася единствено до авторските права върху съдържанието на статията. Добавянето му не отменя изискването да се посочват конкретни източници на твърденията, които да бъдат благонадеждни. |